# Cryptolobata
Cryptolobata is een geslacht van ribkwallen uit de klasse van de Tentaculata.

## Soort
- Cryptolobata primitiva Moser, 1909